# Âm nhạc

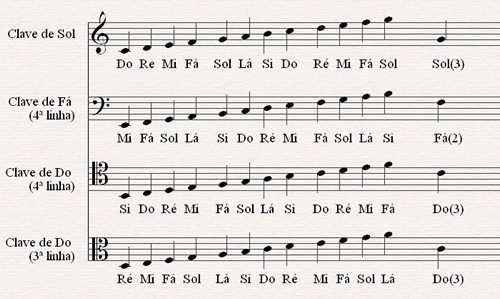
Tên các nốt nhạc trên 4 khóa nhạc phổ biến nhất hiện nay

Âm nhạc là một bộ môn nghệ thuật dùng âm thanh để diễn đạt cảm xúc của người hát hoặc người nghe. Các yếu tố chính của nó là cao độ (điều chỉnh giai điệu), nhịp điệu (và các khái niệm liên quan của nó: nhịp độ, tốc độ), âm điệu, và những phẩm chất âm thanh của âm sắc và kết cấu bản nhạc. Là âm thanh thanh nhạc hoặc công cụ âm thanh (hoặc cả hai) kết hợp theo cách như vậy để tạo ra vẻ đẹp của hình thức, sự hài hòa và biểu hiện cảm xúc. Âm nhạc là một trong những loại hình nằm trong 7 loại hình nghệ thuật cơ bản.
Sự sáng tạo, hiệu quả, ý nghĩa, và thậm chí cả định nghĩa của âm nhạc thay đổi tùy theo bối cảnh văn hóa và xã hội. Âm nhạc thay đổi từ các sáng tác thính phòng được tổ chức chặt chẽ (cả trong sáng tác lẫn trình diễn), đến hình thức âm nhạc ngẫu hứng với các hình thức aleatoric. Âm nhạc có thể được chia thành các thể loại và thể loại con, mặc dù các phân chia và các mối quan hệ phân chia giữa các thể loại âm nhạc thường rất nhỏ, đôi khi phụ thuộc vào sở thích cá nhân, và gây nhiều tranh cãi. Trong nghệ thuật, âm nhạc có thể được phân loại như một nghệ thuật biểu diễn, một nghệ thuật tinh vi, và nghệ thuật thính giác. Nó cũng có thể được phân chia thành âm nhạc nghệ thuật và âm nhạc dân gian. Giữa âm nhạc và toán học có mối liên hệ khá chặt chẽ. Âm nhạc có thể được chơi và nghe trực tiếp, có thể là một phần của một tác phẩm sân khấu hay phim ảnh, hoặc có thể được ghi lại.
Nó được chia ra hai thể loại chính: thanh nhạc và khí nhạc. Thanh nhạc là âm nhạc dựa trên lời hát thể hiện rõ ý tưởng và tình cảm. Còn khí nhạc là âm nhạc dựa trên âm thanh thuần tuý của các nhạc cụ, nên trừu tượng, gây cảm giác và sự liên tưởng.
Ký hiệu âm nhạc là toàn bộ các dấu hiệu cũng như chữ viết được dùng để ghi lại âm thanh với các đặc tính của chúng. Môn ký âm là ghi âm thanh lại bằng các ký hiệu âm nhạc trên giấy và môn xướng âm là đọc lên những ký hiệu âm nhạc (đã được ký âm) đúng cao độ và trường độ của chúng. Có các ký hiệu âm nhạc và khoá nhạc dùng để quy định cao độ, trường độ, cường độ cho bản nhạc. Có nhiều khoá nhạc khác nhau nhưng khoá sol là phổ biến nhất. Đôi khi cần thiết, người ta thường "dịch" một bản nhạc của ngôn ngữ khoá sol sang những khoá nhạc khác và ngược lại.
Đối với nhiều người ở nhiều nền văn hóa, âm nhạc là một phần quan trọng trong cách sống của họ. Các nhà triết học Hy Lạp cổ đại và Ấn Độ xác định âm nhạc là giai điệu theo chiều ngang và hòa âm theo chiều dọc. Câu nói phổ biến như "sự hài hòa của vũ trụ" và "đó là âm nhạc rót vào tai tôi" đều cho thấy rằng âm nhạc thường có tổ chức và dễ nghe. 
Tuy nhiên, nhà soạn nhạc thế kỷ XX John Cage cho rằng bất kỳ âm thanh có thể là âm nhạc. Ông nói rằng "Không có tiếng ồn, chỉ có âm thanh." Nhà âm nhạc học Jean-Jacques Nattiez tóm tắt quan điểm hậu hiện đại về âm nhạc: "Các biên giới giữa âm nhạc và tiếng ồn luôn luôn xác định văn hóa-điều đó có nghĩa rằng, ngay cả trong một xã hội đơn giản thì khoảng cách giữa nhạc và tiếng ồn này không phải lúc nào cũng giống nhau, rất hiếm khi có một sự đồng thuận về định nghĩa âm nhạc... bởi không có khái niệm đơn giản và phổ quát về âm nhạc của bất kỳ nền văn hóa nào." 

## Lịch sử

### Thời kỳ tiền sử
Âm nhạc thời tiền sử chỉ có thể đoán định dựa trên những phát hiện từ các khu khảo cổ thời kỳ đồ đá cũ. Các nhà khảo cổ thường phát hiện thấy sáo, được khắc từ xương, trong đó lỗ bên đã được khoét để thổi; sáo này được cho là đã được thổi một đầu như shakuhachi của Nhật Bản. Sáo Divje Babe được chạm khắc từ xương đùi của gấu, được đánh giá có tuổi thọ tối thiểu 40.000 năm tuổi. Dụng cụ như sáo bảy lỗ và các loại nhạc cụ dây, chẳng hạn như Ravanahatha, đã được khai quật từ các địa điểm khảo cổ của nền văn minh Indus Valley. Ấn Độ là một trong những nơi có truyền thống âm nhạc lâu đời nhất trong thế giới - các tài liệu tham khảo về âm nhạc cổ điển Ấn Độ (marga) được tìm thấy trong kinh Vệ Đà, kinh sách cổ truyền của truyền thống Ấn Độ giáo. Các bộ sưu tập đầu tiên và lớn nhất của nhạc cụ thời tiền sử đã được tìm thấy ở Trung Quốc, với niên đại giữa 7000 và 6600 trước Công nguyên. Bài hát Hurrian, được ghi lại trên sách bằng đất sét niên đại khoảng 1400 trước Công nguyên, là ký hiệu cổ nhất của âm nhạc loài người biết được cho đến nay.

### Ai Cập cổ đại

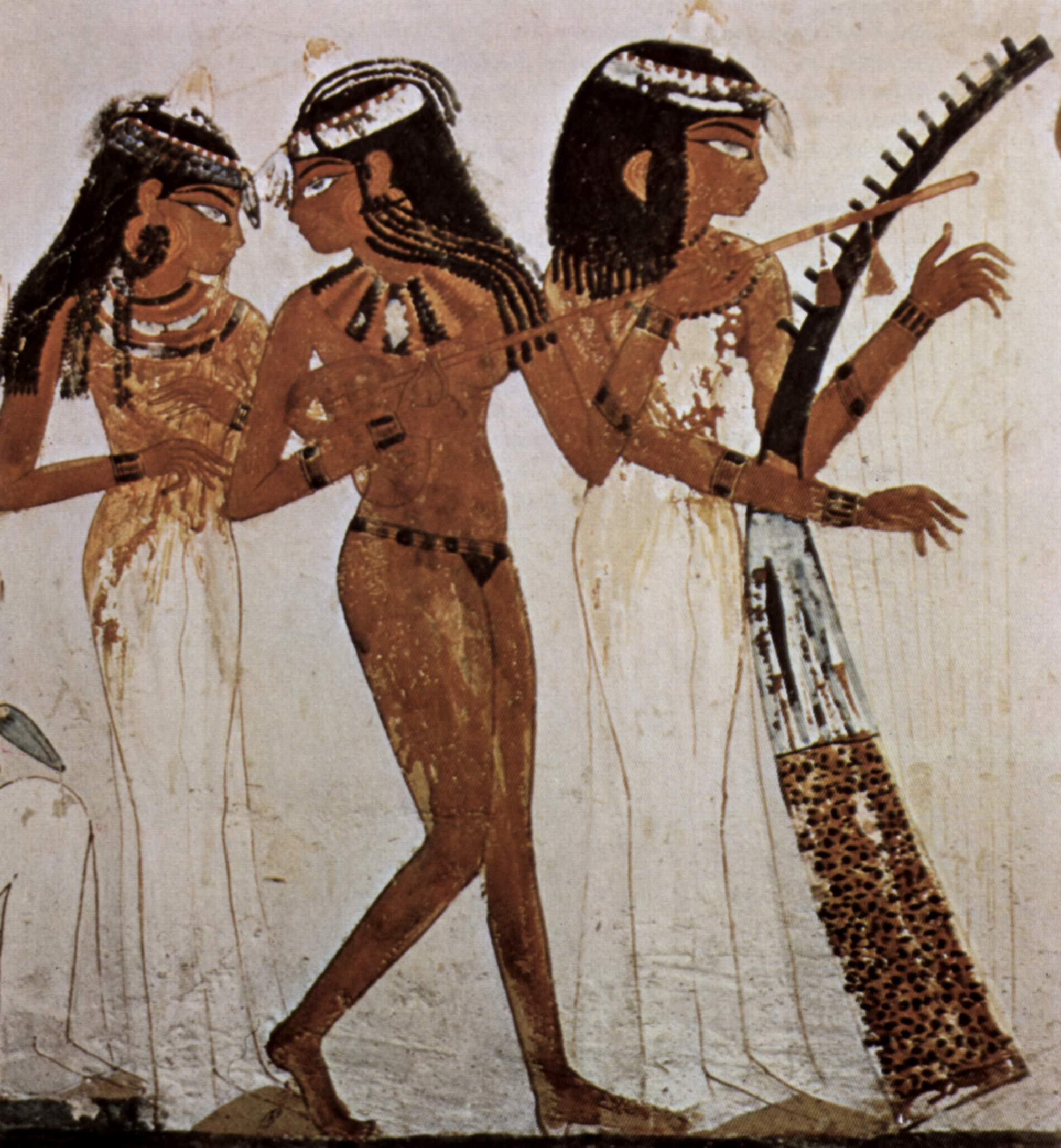
Các danh ca Amun, hình vẽ trong lăng mộ Nakht, triều đại thứ 18, phía tây Thebes

Người Ai Cập cổ đại cho rằng một trong những vị thần của họ, Thoth đã phát minh ra âm nhạc, và Osiris sử dụng nó như một phần của nỗ lực phát triển văn minh thế giới. Các tài liệu bằng chứng sớm nhất và đại diện của các nhạc cụ Ai Cập có niên đại ở thời kỳ Predynastic, nhưng bằng chứng rõ ràng được phát hiện ở Anh là đàn hạc (harp), sáo và clarinet đôi đã được trình diễn. Nhạc cụ bộ gõ, đàn lia và đàn lute đã được thêm vào dàn nhạc trong thời kỳ Trung Cổ. Chũm chọe thường xuyên được đi kèm với âm nhạc và trong khiêu vũ, giống như ở Ai Cập ngày nay. Âm nhạc dân gian của Ai Cập, trong đó có các nghi lễ truyền thống dhikr của đạo Sufi, là thể loại âm nhạc đương đại gần gũi nhất với âm nhạc Ai Cập cổ đại. Âm nhạc hiện đại Ai Cập đã lưu giữ được nhiều tính năng, nhịp điệu và nhạc cụ của âm nhạc thời cổ.

### Châu Á cổ đại
Âm nhạc cổ điển Ấn Độ là một trong những truyền thống âm nhạc lâu đời nhất trên thế giới. Nền văn minh Indus Valley (Lưu vực sông Ấn) có tác phẩm điêu khắc cho thấy khiêu vũ và các nhạc cụ cổ như sáo bảy lỗ. Các loại nhạc cụ dây và trống đã được khai quật từ Harrappa Mohenjo Daro và các khai quật được Sir Mortimer Wheeler thực hiện. Rigveda có yếu tố của âm nhạc Ấn Độ hiện tại, với một ký hiệu âm nhạc để biểu thị đồng hồ và hát bè. Âm nhạc cổ điển Ấn Độ (marga) là đơn âm, dựa trên một giai điệu đơn hoặc raga theo nhịp thông qua talas.Silappadhikaram và Ilango Adigal cung cấp nhiều thông tin về khung nhạc mới có thể được hình thành nhờ sự thay đổi phương thức của các nốt nhạc từ cao độ chuẩn. Âm nhạc Hindu bị ảnh hưởng bởi các hoạt động tại Ba Tư của triều đại Mughal Afghanistan. Âm nhạc Carnatic phổ biến ở các bang miền Nam Ấn Độ, phần lớn là các bài cầu nguyện tôn giáo; Các bài hát chủ yếu tôn vinh các vị thần Hindu. Ngoài ra có rất nhiều bài hát nói đến tình yêu và các vấn đề xã hội khác.
Âm nhạc châu Á bao gồm các nền văn hóa âm nhạc của các nước A Rập, Trung Á, Đông Á, Nam Á và Đông Nam Á. Âm nhạc cổ điển Trung Quốc, âm nhạc nghệ thuật hoặc âm nhạc truyền thống của Trung Quốc có một lịch sử kéo dài trên khoảng ba ngàn năm. Nó có hệ thống ký hiệu âm nhạc độc đáo riêng biệt, cũng như hệ điều chỉnh nhạc và cao độ riêng, dụng cụ âm nhạc riêng, phong cách và thể loại âm nhạc riêng. Âm nhạc Trung Quốc là nhạc ngũ âm, có thang điểm mười hai nốt cho một quãng tám (5 + 7 = 12) giống như âm nhạc châu Âu. Âm nhạc Ba Tư là âm nhạc của Ba Tư và các quốc gia nói tiếng Ba Tư: musiqi, khoa học và nghệ thuật của âm nhạc, và muzik, âm thanh và trình diễn âm nhạc (Sakata 1983).

### Hy Lạp cổ đại
Văn hóa phương Tây có ảnh hưởng lớn đến sự phát triển của âm nhạc. Lịch sử của âm nhạc phương Tây có thể truy gốc từ thời kỳ Hy Lạp cổ đại.
Âm nhạc là một phần quan trọng của đời sống xã hội và văn hóa Hy Lạp cổ đại. Nhạc sĩ và ca sĩ đã đóng một vai trò nổi bật trong nhạc kịch Hy Lạp. Các hợp xướng có cả nam và nữ được thực hiện để giải trí trong lễ kỷ niệm và trong các nghi lễ tâm linh. Nhạc cụ bao gồm các aulos đôi và một nhạc cụ dây gảy, đàn lia, với một biến thể là đàn kithara. Âm nhạc là một phần quan trọng của giáo dục, và các bé trai được dạy âm nhạc từ năm sáu tuổi. Khả năng phổ cập tri thức âm nhạc này ở Hy Lạp đã tạo ra một sự phát triển âm nhạc rực rỡ tại đây. Lý thuyết âm nhạc Hy Lạp bao gồm các chế độ âm nhạc Hy Lạp, các luật này cuối cùng đã trở thành cơ sở cho âm nhạc tôn giáo và cổ điển phương Tây. Sau đó ảnh hưởng của đế chế La Mã, Đông Âu, và Đế chế Byzantine làm thay đổi âm nhạc Hy Lạp. Các văn bia Seikilos là ví dụ lâu đời nhất của một tác phẩm âm nhạc hoàn chỉnh, bao gồm cả ký hiệu âm nhạc, từ bất cứ nơi nào trên thế giới.

### Thời kỳ Trung cổ
| Léonin hoặc Pérotin Breves dies hominis |
| --------------------------------------- |
|                                         |

Thời đại Trung cổ (476-1400) bắt đầu với việc giới thiệu các bài tụng vào các tổ chức Giáo hội Công giáo La Mã. Âm nhạc phương Tây sau đó bắt đầu trở nên nghệ thuật hơn với những tiến bộ trong ký hiệu âm nhạc. Chỉ có các tác phẩm thời trung cổ châu Âu tồn tại từ trước năm 800 là các bản nhạc thánh ca đơn âm của Giáo hội Công giáo La Mã, truyền thống được gọi là Gregorian chant. Cùng với những truyền thống âm nhạc thánh ca và nhà thờ tạo ra một phong trào sôi động của âm nhạc thế tục. Ví dụ về các nhà soạn nhạc từ thời kỳ này là Léonin, Pérotin và Guillaume de Machaut.

## Tác dụng của âm nhạc
Âm nhạc có ảnh hưởng đến đời sống con người. Các nghiên cứu đã chỉ ra, âm nhạc, đặc biệt là nhạc giao hưởng có tác dụng tốt, kích thích sự phát triển trí não. Do đó người ta khuyên cho trẻ nghe nhạc để phát triển trí tuệ của chúng. Trong chiến tranh, âm nhạc được biết đến như một sức mạnh tinh thần cho đồng đội: "tiếng hát át tiếng bom". Chỉ trong giây lát, âm nhạc có thể làm cho con người chuyển đổi từ trạng thái này sang trạng thái khác, ví dụ như vui, buồn, phấn chấn... Người ta cũng cho rằng âm nhạc làm dịu tinh thần. Một liệu pháp chữa bệnh được áp dụng kết hợp cho các bệnh nhân tâm thần là dùng âm nhạc làm giảm các cơn phấn khích, đưa người bệnh vào trạng thái buồn ngủ.
Trước đây, nhất là trong thời đại La Mã, các chiến binh trước khi ra trận thường được nghe các khúc nhạc mạnh mẽ mang tích chất cổ vũ, khích lệ để họ lấy được tinh thần chiến đấu dũng cảm. Khi giao tranh, để cổ vũ cho tinh thần binh sĩ người ta cũng thường đánh trống, khua chiêng một cách dồn dập để các chiến binh xông lên.

## Các loại hình hoạt động

### Việt Nam
- Bài chòi
- Ca Huế
- Ca trù
- Cải lương
- Chầu văn
- Chèo
- Đờn ca tài tử Nam Bộ
- Hò
- Nhã nhạc cung đình Huế
- Quan họ
- Tuồng
- Xẩm

### Thế giới
- Kinh kịch (Trung Quốc)
- Nhạc kịch (Châu Âu)
- Opera (Châu Âu)

## Thể loại nhạc
Một thể loại nhạc hay còn gọi là thể loại âm nhạc hay dòng nhạc, là danh mục thông thường để nhận dạng một đoạn nhạc, cũng như là việc nó thuộc về một truyền thống chung hay một tập hợp các tục lệ.[1] Nó được phân biệt với hình thức âm nhạc và phong cách âm nhạc, mặc dù vậy trong thực tế các từ này thỉnh thoảng được dùng thay thế nhau.
Âm nhạc có thể phân chia thành các thể loại khác nhau theo một vài cách. Bản tính nghệ thuật của âm nhạc nghĩa là các sự phân loại này thường độc đoán và gây tranh cãi, và một số thể loại còn có thể chồng chéo lên nhau.